# Trichomachimus obliquus
Trichomachimus obliquus là một loài ruồi trong họ Asilidae. Trichomachimus obliquus được Shi miêu tả năm 1992. Loài này phân bố ở vùng Cổ Bắc giới và châu Á.